# 安乐死
安樂死（英語：Euthanasia，「好的死亡」；為「好的」，為「死亡」）是一種有意地結束生命以減輕人的痛楚或痛苦的行为或措施，一般用于在个别患者出现了无法医治的长期显性症病，因病情屬於不治之症或到了晚期，对病人的生理和心理造成极大的负担，病人或其家屬不愿讓病人再受病痛折磨，经过医生和病人（或其家屬）双方同意后而采取了结生命的措施。
不同的國家有不同的安樂死法律。英國上議院醫學倫理專責委員會將安樂死定義為“為了結束生命而進行的蓄意干預，以減輕頑固的痛苦”。在荷蘭和比利時，安樂死被理解為“醫生應患者要求終止生命”。然而，荷蘭法律並未使用“安樂死”一詞，而是在“協助自殺和應要求終止生命”的更廣泛定義下包含了這一概念。
安樂死以不同的方式分類，包括自願安樂死、非自願安樂死或不自願安樂死。自願安樂死是指一個人願意結束自己的生命，並且在越來越多的國家是合法的。非自願安樂死發生在沒有患者同意的情況下，並且在某些有限的條件下在某些國家是合法的，包括主動和被動形式。不自願安樂死在沒有徵得患者同意或違背患者意願的情況下進行，在所有國家都是非法的，通常被視為謀殺。
截至2006年，安樂死已成為生物倫理學研究最活躍的領域。在一些國家，與安樂死相關的道德、倫理和法律問題引起很大的公眾爭議。被動安樂死（俗稱“拔喉”）在許多國家的某些情況下是合法的。然而，主動安樂死僅在少數幾個國家（例如：比利時、加拿大、紐西蘭、澳大利亞新南威爾斯州和瑞士）是合法或事實上合法的，並且限制在特定情況下需要諮詢師和醫生或其他專家的批准。在一些國家如尼日利亞、沙特阿拉伯和巴基斯坦，幾乎不存在對積極安樂死的支持。

## 分類
根據一個人是否給予知情同意，安樂死可分為三種類型：自願、非自願和不自願。
醫學和生物倫理學文獻中存在關於非自願（進而是不自願）殺害患者是否可以被視為安樂死的爭論，無論其意圖或患者的情況如何。在汤姆·比彻姆（Tom Beauchamp）和阿诺德·戴维森（Arnold Davidson）以及後來迈克尔·雷恩（Michael Wreen）提供的定義中，患者的同意與否並不被視為他們的標準之一，儘管可能需要它來證明安樂死的合理性。然而，其他人認為同意是必不可少的。

### 自願安樂死
自願安樂死（Voluntary euthanasia）是在患者同意的情況下進行的。主動自願安樂死在比利時、盧森堡和荷蘭是合法的。在美國，根據南希·克魯桑（Nancy Cruzan）有關安樂死的判決後，被動自願安樂死在整個美國都是合法的。當患者在醫生的幫助下死亡時，通常使用协助自杀（Assisted Suicide）一詞。在瑞士和美國加利福尼亞州、俄勒岡州、華盛頓州、蒙大拿州和佛蒙特州，協助自殺是合法的。

### 非自願安樂死
非自願安樂死（Non-voluntary euthanasia）是在沒有得到患者同意的情況下進行的。例如兒童安樂死在全世界都是不合法的，但荷蘭根據格羅寧根議定書（Groningen Protocol），在某些特定情況下已將其非刑事化。被動形式的非自願安樂死（即維生治療）在一些國家在特定條件下是合法的。

### 不自願安樂死
不自願安樂死（Involuntary euthanasia）是違背患者意願的。

### 主動及被動安樂死
除了分为自願、非自願和不自願之外，安樂死还可以分為主動或被動（Active／Passive，或譯為積極／消極）。被動安樂死牽涉到對延續生命必要的維生治療。主動安樂死需要使用致命的物質或力量（例如進行致命性注射），並且更具爭議性。雖然一些作者認為這些術語具有誤導性和無益，但它們仍然很常用。在某些個案下亦存在著爭議，例如應否將必需服用但有毒的鎮痛藥視為主動或被動。

## 執行與否

現時世界上安樂死的狀況：
主動自愿安樂死合法（比利時、加拿大、哥倫比亞、盧森堡、荷蘭、新西蘭、西班牙和昆士蘭州、南澳大利亞州、塔斯馬尼亞州、維多利亞州和西澳大利亞州）
被動安樂死合法（拒絕治療／撤除維生措施）
主動安樂死非法，被動安樂死未立法或監管
一切形式的安樂死非法

以荷蘭為例，目前在荷蘭要執行安樂死，必須出自病人的个人意願，并且有醫生證明病人正在處於「不能減輕」和「不能忍受」的痛苦中，醫生和病人之間也得先達成共識，確認安樂死已經是他們的唯一選擇。安乐死在许多国家引发了很大的争议（例如美國的特麗·夏沃案）。荷蘭自2002年實施安樂死以來，執行死亡人數大幅上升且逐年遞增。
一、目前已立法容許主動安樂死的國家及地區：
- 歐洲： 荷蘭、 比利时、 盧森堡、 西班牙（醫師需親自注射）
- 南美洲： 哥伦比亚（醫師不得親自注射，需由病人自行服藥）

二、目前已立法容許被動安樂死的國家及地區：
- 歐洲： 英国、 爱尔兰、 芬兰、 挪威、 法國、 西班牙、 奥地利、 希腊、 丹麦、 瑞典
- 亞洲： 、 中華民國（臺灣）、 印度

三、目前已立法容許協助自殺的國家及地區
- 歐洲： 德国、 瑞士、 西班牙
- 北美洲： 美國部分州（華府、加州、奧勒岡州、科羅拉多州、佛蒙特州、華盛頓州、蒙大拿州、夏威夷州、新澤西州）、 加拿大[16]
- 大洋洲： （ 維多利亞州、西澳大利亞州[17]）[18]

丹麥於1992年通過「預立遺囑法」，由哥本哈根大學醫學院管理，並在1998年時通過「病患權利法」，確認其約束性。任何末期重症、嚴重意外等無自主能力的患者，其負責醫師都必須向病人本人詢問，該患者是否有登錄預立遺囑。如果有登錄，則根據預立遺囑內的條件進行安樂死。
澳大利亞於1995年6月16日通過安樂死法案，1996年7月1日生效，但該法案在1997年3月25日被廢除。只有維多利亞州於2017年11月29日通過安樂死法案，於2019年6月19日生效。
德國則禁止主動安樂死，但是重症病人可以以口頭形式或者書面形式要求被動安樂死。當病人因病重無法表達意願時，其親屬可以代替他做出決定。
比利时眾議院于2014年2月13日通過安樂死合法範圍擴及未成年人一案，將成為繼荷蘭之後，全球第2個在嚴格條件下許可未成年的孩童实施安樂死的國家。
2017年10月22日，韩国保健福祉部称，从2017年10月23日至2018年1月15日将试行《维持生命医疗决定法》，临终患者可以在病情严重并且不可逆转的情况下，自己决定是否继续接受维持生命的治疗。
中华民国（台湾）禁止主動安樂死，僅准許個人依安寧緩和醫療條例進行被動安樂死：
- 台灣現有社團法人組織台灣尊嚴善終諮詢服務協會，提供患者前往瑞士安樂死的申請資訊，並持續推動台灣在地安樂死合法化。
- 安寧緩和醫療（指為減輕或免除末期病人之生理、心理及靈性痛苦，施予緩解性、支持性之醫療照護，以增進其生活品質）
- 不施行心肺復甦術（指對臨終、瀕死或無生命徵象之病人，不施予氣管內插管、體外心臟按壓、急救藥物注射、心臟電擊、心臟人工調頻、人工呼吸等標準急救程序或其他緊急救治行為）
- 不施行維生醫療（指末期病人不施行用以維持生命徵象及延長其瀕死過程的醫療措施）

上述之被動安樂死方案皆須依法取得資格，並由病患本人提前簽署同意書。
西班牙国会于2021年3月18日表決通過一項与安樂死有关的法案，允许患有「严重而无法治愈的疾病」或「衰弱性和慢性疾病」以致「不堪忍受」的病人接受主动安乐死或协助自杀。

## 辯論
安樂死辯論往往集中在一些關鍵問題上。根據安樂死反對者 Ezekiel Emanuel，安樂死的支持者提出了三個主要論點：
- 人們有自決權，因此應該允許他們選擇自己的命運；
- 協助受試者死亡或許好過他們繼續受苦；
- 經常允許的被動安樂死與主動安樂死之間的區別，這種安樂死不是實質性的（或者基本原則 - 雙重效應原則 - 不合理或不合理）；[來源請求]

安樂死支持者經常指向像荷蘭和比利時這樣的國家，以及像安樂死合法化的俄勒岡州這樣的地方，認為它基本上沒有問題。
同樣，芝加哥第55任市長拉姆·伊曼纽尔認為，反對安樂死的主要觀點有四個：
- 並非所有的死亡都是痛苦的；
- 提供替代方案，如停止積極治療，並結合使用有效的止痛藥；
- 主動安樂死和被動安樂死之間的區別在道德上是重要的；
- 使安樂死合法化會使社會處於一個滑坡，將導致不可接受的後果。

在2015年年初臺灣通過《動物保護法》部分修正案，因為對於非人類動物生命的重視，雖然缺乏相關配套措施，臺灣還是有動物安樂死。

## 接受或寻求安乐死的著名个案
- 西格蒙德·弗洛伊德（1856-1939年，奧地利出生、英國接受自愿主動安乐死）
- 特麗·夏沃（1963-2005年，美國、非自愿被動安乐死）
- 鄧紹斌（1969-2012年，香港人，頸部以下癱瘓、因为敗血病于2012年12月9日離世）
- 東海大學安樂死事件（日语：東海大学安楽死事件）（1991年，日本案例）
- 克里斯汀·德·迪夫，諾貝爾醫學獎得主，2013年5月4日採取安樂死離世，享年96歲。
- 雨果·克劳斯，比利時作家，2008年離世，享年79歲。
- 巴金晚年患有帕金森氏症、慢性氣管炎、高血壓、惡性間皮細胞瘤等多種疾病，曾经表示要求安樂死。2005年10月17日在上海逝世，享年101歲。
- 王明成因目睹母親夏素文受肝病折磨，要求醫院于1986年6月29日為她實施安樂死。他和執行安樂死的醫生蒲連升被控故意殺人罪，成為中國第一宗安樂死案例。 1991年4月6日，漢中市人民法院判决蒲連升、王明成虽然违法，但不构成犯罪。[24]2003年，王明成罹患胃癌后也要求安乐死未果，于8月3日去世。[25]
- 王曉民，二戰後台灣第一個受社會廣泛注目的植物人案例。1963年王曉民因車禍成為植物人，長期臥床由父母照料數十年之久，母親趙錫念擔心自己死後王曉民無人照護，於1983年向立法院請願，要求速訂安樂死法律，引發立法委員激烈辯論，由於多數委員反對，且學者對於日後可能的安樂死濫用存有疑慮，因此未獲結論，王曉民直到2010年逝世都未清醒。
- 傅達仁（1933-2018年，節目主持人，在瑞士接受安樂死）[26]
- 林優里，日本肌萎缩性脊髓侧索硬化症患者，透過協助自殺離世，享年51歲。醫師大久保愉一和山本直樹因涉嫌協助自殺遭到日本警方逮捕。[27][28]